# Falsopalmula
Falsopalmula, en ocasiones erróneamente denominado Phalsopalmula, es un género de foraminífero bentónico de la familia Robuloididae, de la superfamilia Robuloidoidea, del suborden Lagenina y del orden Lagenida. Su especie tipo es Flabellina tenuistriata. Su rango cronoestratigráfico abarca desde el Toarciense (Jurásico inferior) hasta el Bathoniense (Jurásico medio).

## Clasificación
Falsopalmula incluye a las siguientes especies:
- Falsopalmula antrorsa †
- Falsopalmula barbaranensis †
- Falsopalmula costata †
- Falsopalmula dolomitica †
- Falsopalmula leushiensis †
- Falsopalmula minuta †
- Falsopalmula mirabilis †
- Falsopalmula ogbinensis †
- Falsopalmula sibirica †
- Falsopalmula tenuistriata †
  - Falsopalmula tenuistriata favus †
  - Falsopalmula tenuistriata gretenbergensis †
- Falsopalmula uretae †
- Falsopalmula voorthuyseni †